# Herbert Schultze
Herbert Emil Schultze (ur. 24 lipca 1909, zm. 3 czerwca 1987) – Niemiec, Korvettenkapitän, dowódca okrętów podwodnych podczas II wojny światowej. W trakcie działań wojennych podczas bitwy o Atlantyk dowodził jednostką typu VIIB U-48, z którą zatopił 26 statków o łącznym tonażu 171 000 BRT, co pozwoliło mu na zajęcie szóstego miejsca pod względem skuteczności wśród dowódców niemieckiej floty podwodnej. Swoim okrętem dowodził do lipca 1941 roku, kiedy objął dowództwo 3. Flotylli U-Bootów. Do końca wojny sprawował odtąd funkcje lądowe. Za sukcesy w wojnie podwodnej otrzymał Krzyż Rycerski, do którego dodane zostały następnie Liście Dębu.

## Służba wojskowa w III Rzeszy
Herbert Schultze wstąpił do służby wojskowej w Reichsmarine w 1930 roku, a od maja 1937 do stycznia 1938 roku przechodził szkolenie w zakresie służby podwodnej. W tym – od sierpnia 1937 roku pełnił obowiązki dowódcy U-5, zaś 30 stycznia 1938 roku objął dowództwo U-2, które sprawował do 16 marca 1939 roku. 22 kwietnia 1939 roku objął dowodzenie U-48, które sprawował do 20 kwietnia 1940 roku. Po hospitalizacji w okresie maj – październik 1940 roku, od października do grudnia 1940 roku pełnił obowiązki dowódcy 7. Flotylli okrętów podwodnych, po czym 16 grudnia ponownie objął dowództwo U-48, które pełnił do 27 lipca 1941 roku. Objął wówczas dowództwo 3. Flotylli, które sprawował do marca 1942 roku, następnie do marca 1944 roku pełnił funkcje sztabowe w dowództwie okrętów podwodnych.
1 kwietnia 1943 roku otrzymał awans do stopnia korvettenkapitäna. W marcu 1944 roku objął dowództwo sekcji II szkoły morskiej w Szlezwiku, które sprawował do maja 1945 roku, kiedy objął dowództwo batalionu Policji Wehrmachtu, sprawowane do sierpnia 1945 roku. W tym miesiącu został ustanowiony dowódcą szkoły morskiej w Mürwiku, a także obozu jenieckiego Hans Krey Camp, które to funkcje sprawował z nadania zwycięskich aliantów do listopada 1945 roku.
Odznaczony Krzyżem Rycerskim z dniem 1 marca 1940 roku, jako 3. w Kriegsmarine i 2. w U-Bootwaffe. 12 czerwca 1941 roku otrzymał Liście Dębu jako 15. w Wehrmachcie, 6. w Kriegsmarine i 6. we flocie podwodnej. Herbert Schultze był jednym z najskuteczniejszych dowódców okrętów podwodnych w prowadzonej przez Niemcy wojnie o przerwanie łańcucha dostaw morskich do Wielkiej Brytanii. W trakcie ośmiu przeprowadzonych patroli zatopił 26 statków o łącznym tonażu 171 000 BRT. Sukcesy te osiągnął jednak w pierwszym okresie wojny, w którym działania ZOP aliantów nie miały jeszcze tak dużego rozmachu, jak od 1943 roku – gdy Schultze pełnił już funkcje wojskowe na lądzie.

## Okres powojenny
Herbert Schultze po raz drugi podjął służbę wojskową gdy wstąpił do odrodzonych niemieckich sił zbrojnych w 1956 roku, kiedy zaczął pełnić rozmaite funkcje sztabowe w Bundesmarine, w tym ponownie w szkole morskiej w Mürwik. Odszedł na emeryturę w 1968 roku w stopniu komandora (Kapitän zur See)